# Foussais-Payré
Foussais-Payré és un municipi francès situat al departament de Vendée i a la regió de País del Loira. L'any 2007 tenia 1.187 habitants.

## Demografia

### Població
El 2007 la població de fet de Foussais-Payré era de 1.187 persones. Hi havia 488 famílies de les quals 128 eren unipersonals (68 homes vivint sols i 60 dones vivint soles), 180 parelles sense fills, 152 parelles amb fills i 28 famílies monoparentals amb fills.
La població ha evolucionat segons el següent gràfic:
Habitants censats

### Habitatges
El 2007 hi havia 651 habitatges, 499 eren l'habitatge principal de la família, 101 eren segones residències i 51 estaven desocupats. 612 eren cases i 10 eren apartaments. Dels 499 habitatges principals, 370 estaven ocupats pels seus propietaris, 118 estaven llogats i ocupats pels llogaters i 11 estaven cedits a títol gratuït; 4 tenien una cambra, 31 en tenien dues, 54 en tenien tres, 128 en tenien quatre i 282 en tenien cinc o més. 395 habitatges disposaven pel capbaix d'una plaça de pàrquing. A 233 habitatges hi havia un automòbil i a 225 n'hi havia dos o més.

### Piràmide de població
La piràmide de població per edats i sexe el 2009 era:
| Homes | Edats   | Dones |
| ----- | ------- | ----- |
| 0     | 95 o +  | 0     |
| 0     | 90 a 94 | 0     |
| 4     | 85 a 89 | 8     |
| 4     | 80 a 84 | 16    |
| 32    | 75 a 79 | 32    |
| 32    | 70 a 74 | 44    |
| 56    | 65 a 69 | 36    |
| 20    | 60 a 64 | 36    |
| 28    | 55 a 59 | 48    |
| 40    | 50 a 54 | 20    |
| 24    | 45 a 49 | 24    |
| 40    | 40 a 44 | 16    |
| 52    | 35 a 39 | 52    |
| 44    | 30 a 34 | 36    |
| 52    | 25 a 29 | 40    |
| 28    | 20 a 24 | 24    |
| 28    | 15 a 19 | 20    |
| 52    | 10 a 14 | 44    |
| 44    | 5 a 9   | 24    |
| 32    | 0 a 4   | 16    |

## Economia
El 2007 la població en edat de treballar era de 708 persones, 514 eren actives i 194 eren inactives. De les 514 persones actives 472 estaven ocupades (261 homes i 211 dones) i 42 estaven aturades (17 homes i 25 dones). De les 194 persones inactives 84 estaven jubilades, 63 estaven estudiant i 47 estaven classificades com a «altres inactius».

### Ingressos
El 2009 a Foussais-Payré hi havia 501 unitats fiscals que integraven 1.168 persones, la mediana anual d'ingressos fiscals per persona era de 15.104 €.

### Activitats econòmiques
Dels 52 establiments que hi havia el 2007, 1 era d'una empresa extractiva, 2 d'empreses alimentàries, 2 d'empreses de fabricació d'altres productes industrials, 11 d'empreses de construcció, 14 d'empreses de comerç i reparació d'automòbils, 3 d'empreses de transport, 1 d'una empresa d'hostatgeria i restauració, 1 d'una empresa financera, 2 d'empreses immobiliàries, 6 d'empreses de serveis, 5 d'entitats de l'administració pública i 4 d'empreses classificades com a «altres activitats de serveis».
Dels 17 establiments de servei als particulars que hi havia el 2009, 1 era una oficina bancària, 2 tallers de reparació d'automòbils i de material agrícola, 2 paletes, 3 guixaires pintors, 2 fusteries, 1 lampisteria, 2 electricistes, 2 perruqueries, 1 veterinari i 1 restaurant.
Dels 5 establiments comercials que hi havia el 2009, 2 eren botiges de menys de 120 m², 1 una fleca, 1 una carnisseria i 1 una botiga de material esportiu.
L'any 2000 a Foussais-Payré hi havia 58 explotacions agrícoles que ocupaven un total de 2.911 hectàrees.

## Equipaments sanitaris i escolars
L'únic equipament sanitari que hi havia el 2009 era una farmàcia.
El 2009 hi havia 2 escoles elementals.

## Poblacions més properes
El següent diagrama mostra les poblacions més properes.